# قجر محلة (بايين خيابان ليتكوة)
قجر محلة (بالفارسية: قجرمحله) هي قرية تقع في إيران في قسم بایین خیابان لیتکوة الريفي. يقدر عدد سكانها بـ 388 نسمة بحسب إحصاء 2016.